# 1080p
Ne doit pas être confondu avec 1080i.

Logo dédié à la résolution Full HD

1080p désigne un format vidéo Haute Définition CIF. Le nombre « 1080 » représente les 1 080 lignes de définition verticale et la lettre « p », signifie balayage progressif. Cette dénomination est utilisée pour spécifier les caractéristiques d'un signal vidéo ou de certaines normes de télédiffusion numérique à Haute Définition.
Le terme 1080p peut définir la résolution de l'affichage écran 1 920 pixels de large et 1 080 pixels de haut. Dans d'autres cas, 1080p qualifie un appareil capable d'exploiter une source vidéo haute définition comme celle provenant notamment d'un Blu-ray ou d'un signal TVHD affichant l'image conforme à une définition inférieure comme le format 720p, grâce à une technique électronique et logicielle d'adaptation de son échelle, afin de couvrir l'écran. Les termes « capacité 1080p native » sont parfois utilisés pour désigner un équipement capable de restituer intérgalement une source vidéo 1080p à sa pleine résolution, selon 1 920 pixels de large et 1 080 pixels de hauteur, à l'écran.
La fréquence d'image, exprimée en images par seconde, peut être imposée par le contexte de diffusion, ou mentionnée après la lettre « p » (ou « i »). Par exemple, « 1080p30 » signifie que la fréquence est de 30 images par seconde pour un balayage progressif de 1 080 lignes.

## Dénomination
Pour une vidéo haute définition, la cote « 1080p » renvoie directement à la hauteur, en nombre de pixels, et donc de lignes, des images transmises. Pour un ratio de 16/9, la définition est de 1 920 × 1 080 (1 920 colonnes de 1 080 lignes chacune), également connue comme HD 1080 ou sous l'appellation commerciale non certifiée full HD.
Parmi les autres ratios existants, on peut trouver le 1,85:1, appelé aussi panoramique (1998 x 1080), ou le 64/27, nommé UltraWide 1080p ou Ultra Wide Full High Definition (2560 × 1080).
Le format 16/9 étant le plus couramment utilisé, la définition verticale seule est mentionnée. Ainsi, YouTube emploie par exemple les raccourcis 144p, 240p, 360p, 480p, 720p, 1080p, 1440p, 2160p et 4320p pour l'affichage du choix de la définition de la vidéo visionnée. 
La définition 1 920 × 1 200, nommée WUXGA et que l'on rencontre sur certains appareils (moniteurs d'ordinateurs, par exemple), ne doit pas être nommée 1080p. En effet, WUXGA, bien qu'ayant la même définition horizontale que 1080p, a une définition verticale de 1200 lignes.

## Standards de production
L’industrie du cinéma a adopté le 1080p24 comme son format numérique de mastering, en 24p natif comme en 24PsF. Le 1080p24 est ainsi devenu un standard de production établi pour la cinématographie numérique et beaucoup d’équipements sont capables de capter et traiter du contenu 1080p24. C'est peut-être le seul standard vidéo universel qui traverse les frontières des continents, tout comme le film argentique à 24 images par seconde.
En 2005, le format haute définition progressive opérant en 1080p à 50 ou 60 images par seconde était évalué comme un futur standard d’acquisition vidéo pour la télévision en Europe,.

## Standards de diffusion

TV HD en 1080p.

2008, le standard a trois options de rafraîchissement d'image : 24, 50 et 60 Hz.

### ATSC
Aux États-Unis, les standards ATSC pour l’HDTV supportaient à l'origine la vidéo 1080p, mais seulement aux fréquences image de 23,976 ; 24 ; 25 ; 29,97 et 30 images par seconde (plus connus comme 1080p24, 1080p25 et 1080p30). En juillet 2008, les standards ATSC ont été modifiés pour inclure la compression H.264/MPEG-4 AVC et le 1080p à 50 ; 59,94 et 60 i/s (1080p50 et 1080p60). De telles fréquences nécessitent le High Profile Level 4.2 du H.264/AVC, alors que le standard HDTV ne requiert que le Level 4.
Cependant, on ne s’attend pas à ce que cette mise à jour répande énormément l’utilisation du 1080p60, dans la mesure où la plupart des récepteurs numériques actuels en service seraient seulement capables de décoder l’ancien codec moins efficace MPEG-2, et les limites de débit imposées par les opérateurs ne permettent pas de transmettre deux flux simultanément sur un même canal de diffusion (c'est-à-dire à la fois un signal 1080i MPEG-2 et un signal 1080p MPEG-4).[réf. nécessaire]

### DVB
En 2005 en Europe, la suite DVB (diffusion vidéo numérique) de standards de diffusion supportait les signaux 1080p25, et on voyait le 1080p50 comme le futur standard de diffusion.
Depuis septembre 2009, l’European Telecommunications Standards Institute (ETSI) et l’Union européenne de radio-télévision (EBU), les préservateurs de la suite DVB, y ont ajouté le support du signal 1080p50 encodé avec le High Profile Level 4.2 du MPEG-4 AVC (ou H.264), avec les extensions du SVC (codage vidéo scalable) ou la compression VC-1 Advanced Profile ; la suite DVB supporte aussi la vidéo 1080p encodée aux fréquences image de l’ATSC (23,976 ; 24 ; 29,97 ; 30 ; 59,94 ; 60 i/s),.
L’EBU demande que les anciens décodeurs MPEG-4 AVC au minimum ne plantent pas en présence de paquets SVC et/ou 1080p50 (et les définitions plus hautes). Le SVC permet la compatibilité antérieure avec la diffusion 1080p50 et 1080p60 des anciens récepteurs MPEG-4 AVC, de sorte qu’ils reconnaissent seulement un flux SVC encodé à une définition/fréquence plus basse, et ignorent les données additionnelles, alors que les appareils plus récents seront capables de décoder le signal à pleine définition.
Une chaîne TV (n°83) est actuellement diffusée depuis le multiplex de test de la Tour Eiffel, offrant une image en 1080p50,

## Définition supérieure
L’image en 1080p, avec une définition proche du standard de cinéma numérique 2K, est parfois utilisée comme argument marketing en tant que « haute définition complète » (de l'anglais « highly complete definition »). Cependant, la technique 4K du cinéma numérique (résolution quatre fois supérieure à la HD) est elle aussi utilisée dans le domaine du cinéma. La 4K est annoncée officiellement sur le marché des télévisions, en premier lieu par Sony, au Consumer Electronics Show à Las Vegas le 8 janvier 2013.